# Eleições estaduais na Paraíba em 1954
As eleições estaduais na Paraíba em 1954 ocorreram em 3 de outubro como parte das eleições gerais no Distrito Federal, em 20 estados e nos territórios federais do Acre, Amapá, Rondônia e Roraima. Foram eleitos os senadores João Arruda e Argemiro de Figueiredo, além de 11 deputados federais e 40 deputados estaduais.
Nascido em Bonito de Santa Fé, o industrial João Arruda formou-se advogado na Universidade Federal de Pernambuco em 1937 e nesse mesmo ano dedicou-se ao comércio de algodão em Campina Grande o que lhe valiam muitas viagens à cidade de São Paulo na qual fixou residência. Pertencente ao quadro societário da Fiação e Tecelagem Santana, filiou-se ao PSP de Ademar de Barros sendo eleito senador pela Paraíba em 1954. Ao fim de seu mandato afastou-se da política regressando ao seu cotidiano empresarial.
Também diplomado pela Universidade Federal de Pernambuco, o advogado Argemiro de Figueiredo concluiu sua graduação em 1924 e passou a atuar em Campina Grande, sua cidade natal. Eleito deputado estadual em 1929, era egresso de um partido que se integraria à Aliança Liberal, embrião da Revolução de 1930 que levou Getúlio Vargas à presidência da República ao invés de Júlio Prestes. Graças a uma sugestão de José Américo de Almeida, ministro de Viação e Obras Públicas, o interventor Gratuliano Brito nomeou Argemiro de Figueiredo como secretário de Justiça. Em 1935 foi eleito governador por via indireta e após o Estado Novo subiu ao posto de interventor, onde ficou até 1940. Eleito deputado federal pela UDN em 1945, assinou a Constituição de 1946. Em 1950 foi derrotado por José Américo de Almeida ao disputar o governo estadual e no ano seguinte perdeu a prefeitura de Campina Grande sendo, porém, eleito senador em 1954.

## Resultado da eleição para senador
Conforme o Tribunal Superior Eleitoral houve 434.668 votos nominais, 57.616 votos em branco (1,15%) e 7.350 votos nulos (1,47%), resultando no comparecimento de 499.634 eleitores.
| Candidatos a senador da República        | Candidatos a suplente de senador | Número | Coligação           | Votação | Percentual |
| ---------------------------------------- | -------------------------------- | ------ | ------------------- | ------- | ---------- |
| João Arruda PSP                          | Ver abaixo -                     | -      | PSP, UDN            | 110.000 | 25,31%     |
| Argemiro de Figueiredo UDN               | Ver abaixo -                     | -      | PSP, UDN            | 109.416 | 25,17%     |
| Assis Chateaubriand PSD                  | Ver abaixo -                     | -      | PSD, PL             | 103.713 | 23,86%     |
| Veloso Borges PSD                        | Ver abaixo -                     | -      | PSD, PL             | 101.871 | 23,44%     |
| Hermano Alfredo Neto de Sá PTB           | Ver abaixo -                     | -      | PTB (sem coligação) | 9.193   | 2,11%      |
| José Demétrio de Albuquerque e Silva PST | Ver abaixo -                     | -      | PST (sem coligação) | 475     | 0,11%      |

## Resultado da eleição para suplente de senador
Conforme o Tribunal Superior Eleitoral houve 428.728 votos nominais, 63.434 votos em branco (12,70%) e 7.472 votos nulos (1,49%), resultando no comparecimento de 499.634 eleitores.
| Candidatos a senador da República | Candidatos a suplente de senador | Número | Coligação           | Votação | Percentual |
| --------------------------------- | -------------------------------- | ------ | ------------------- | ------- | ---------- |
| Ver acima -                       | Otacílio Jurema PSP              | -      | PSP, UDN            | 109.710 | 25,59%     |
| Ver acima -                       | José Mário Porto UDN             | -      | PSP, UDN            | 108.845 | 25,39%     |
| Ver acima -                       | Francisco de Paula Porto PSD     | -      | PSD, PL             | 103.088 | 24,04%     |
| Ver acima -                       | Antônio Pinto de Oliveira PSD    | -      | PSD, PL             | 101.608 | 23,70%     |
| Ver acima -                       | Paulo Acácio Galvão PTB          | -      | PTB (sem coligação) | 4.971   | 1,16%      |
| Ver acima -                       | Nazir Pinto da Silva PST         | -      | PST (sem coligação) | 506     | 0,12%      |

## Deputados federais eleitos
São relacionados os candidatos eleitos com informações complementares da Câmara dos Deputados.

Representação eleita
  UDN: 5
  PSD: 4
  PL: 2

| Deputados federais eleitos | Partido | Votação | Percentual | Cidade onde nasceu     | Unidade federativa |
| Janduhy Carneiro           | PSD     | 24.153  |            | Pombal                 | Paraíba            |
| José Joffily               | PSD     | 20.840  |            | Campina Grande         | Paraíba            |
| Drault Ernani              | PSD     | 19.390  |            | São José dos Cordeiros | Paraíba            |
| João Úrsulo                | UDN     | 17.953  |            | Santa Rita             | Paraíba            |
| João Agripino              | UDN     | 17.129  |            | Brejo do Cruz          | Paraíba            |
| Plínio Lemos               | PL      | 15.490  |            | Areia                  | Paraíba            |
| Antônio Pereira Diniz      | PL      | 14.235  |            | Alagoa Nova            | Paraíba            |
| Rafael Corrêa              | UDN     | 14.038  |            | Goiana                 | Pernambuco         |
| Ernani Sátiro              | UDN     | 13.010  |            | Patos                  | Paraíba            |
| Ivan Bichara               | PSD     | 9.951   |            | Cajazeiras             | Paraíba            |
| Praxedes Pitanga           | UDN     | 6.546   |            | Itaporanga             | Paraíba            |

## Deputados estaduais eleitos
As 40 cadeiras da Assembleia Legislativa da Paraíba foram assim distribuídas: UDN quinze, PSD quatorze, PL cinco, PTB três, enquanto PSP, PR e PSB obtiveram uma cadeira cada um.

Representação eleita
  UDN: 15
  PSD: 14
  PL: 5
  PTB: 3
  PSP: 1
  PR: 1
  PSB: 1

| Deputados estaduais eleitos         | Partido | Votação | Percentual | Cidade onde nasceu   | Unidade federativa  |
| Humberto Lucena                     | PSD     | 4.065   |            | João Pessoa          | Paraíba             |
| Luís da Costa Araújo Bronzeado      | UDN     | 4.059   |            | Remígio              | Paraíba             |
| Severino Cabral                     | PL      | 3.998   |            | Umbuzeiro            | Paraíba             |
| Eduardo de Alencar Ferreira         | PTB     | 3.832   |            | Alagoa Grande        | Paraíba             |
| Clóvis Bezerra Cavalcanti           | UDN     | 3.669   |            | Bananeiras           | Paraíba             |
| Antônio D'Ávila Lins                | PR      | 3.636   |            | Areia                | Paraíba             |
| João Feitosa Ventura                | UDN     | 3.501   |            | Queimadas            | Paraíba             |
| Antônio Nominando Diniz             | PL      | 3.450   |            | Princesa Isabel      | Paraíba             |
| Antônio de Paiva Gadelha            | UDN     | 3.431   |            | Sousa                | Paraíba             |
| Francisco Pereira                   | UDN     | 3.380   |            | Solânea              | Paraíba             |
| Bivar Olyntho                       | PSD     | 3.315   |            | Serra Negra do Norte | Rio Grande do Norte |
| Francisco Chaves Brasileiro         | UDN     | 3.240   |            | Lagoa Seca           | Paraíba             |
| Lucas Vilar Suassuna                | UDN     | 3.209   |            | Catolé do Rocha      | Paraíba             |
| Ramiro Fernandes de Carvalho        | PSD     | 3.201   |            | Serra Branca         | Paraíba             |
| Álvaro Gaudêncio de Queiroz         | UDN     | 3.185   |            | São João do Cariri   | Paraíba             |
| José Maranhão                       | PTB     | 3.153   |            | Araruna              | Paraíba             |
| José Cavalcanti                     | UDN     | 3.148   |            | Mogeiro              | Paraíba             |
| Carlos Pessoa Filho                 | UDN     | 3.094   |            | Pedras de Fogo       | Paraíba             |
| Francisco de Paula Barreto Sobrinho | PSD     | 3.090   |            | Piancó               | Paraíba             |
| Jacob Guilherme Frantz              | UDN     | 3.074   |            | Rio Pardo            | Rio Grande do Sul   |
| Américo Maia de Vasconcelos         | UDN     | 3.048   |            | Catolé do Rocha      | Paraíba             |
| Manuel Gonçalves de Abrantes        | UDN     | 3.033   |            | Itabaiana            | Paraíba             |
| Luiz Inácio Ribeiro Coutinho        | UDN     | 3.032   |            | Sapé                 | Paraíba             |
| Wilson Braga                        | UDN     | 2.916   |            | Conceição            | Paraíba             |
| Manoel Arruda de Assis              | PSD     | 2.913   |            | Itaporanga           | Paraíba             |
| Zé Gayoso                           | PSD     | 2.871   |            | Patos                | Paraíba             |
| Balduíno Minervino de Carvalho      | PSD     | 2.868   |            | Itaporanga           | Paraíba             |
| Jader Silva de Medeiros             | PSD     | 2.840   |            | Santa Luzia          | Paraíba             |
| Pedro Gondim                        | PSD     | 2.839   |            | Alagoa Nova          | Paraíba             |
| Agnaldo Veloso Borges               | PL      | 2.788   |            | Campina Grande       | Paraíba             |
| João Fernandes de Lima              | PSD     | 2.746   |            | Mamanguape           | Paraíba             |
| Roberto Pessoa                      | PSD     | 2.681   |            | Gurinhém             | Paraíba             |
| Antônio Leite Montenegro            | PTB     | 2.676   |            | Rio Tinto            | Paraíba             |
| José Ribeiro de Farias              | PSD     | 2.673   |            | Taperoá              | Paraíba             |
| Tertuliano Correia da Costa Brito   | PSD     | 2.531   |            | São João do Cariri   | Paraíba             |
| Antônio Bezerra Cabral              | PL      | 2.506   |            | Umbuzeiro            | Paraíba             |
| Sílvio Pélico Porto                 | PSD     | 2.459   |            | Rio Tinto            | Paraíba             |
| José Medeiros Vieira                | PL      | 2.026   |            | Conde                | Paraíba             |
| Antônio Américo César de Almeida    | PSP     | 1.888   |            | Areia                | Paraíba             |
| Heraldo da Costa Gadelha            | PSB     | 1.194   |            | Santa Rita           | Paraíba             |